# Paul Rivière
Paul Rivière (22 de Novembro de 1912 - 16 de Dezembro de 1998) foi um combatente da Resistência francesa e político. Juntou-se à Resistência em 1941 e participou nas guerras da Indochina e da Argélia.

## Biografia

### Início da vida
Paul Rivière, nasceu em 22 de Novembro de 1912, em Montagny, no departamento de Loire, no centro de França.

### Acções de resistência
Em 1939, foi chamado para dar formação aos Cadetes de Saumur. Rivière foi ferido durante o combate para o controlo de Pont de Gennes, desmobilizado em seguida, regressando à sua posição como professor de literatura na Escola de Dia Jesuíta de Saint-Joseph, em Lyon.
No final de Fevereiro de 1941, o padre jesuíta Chaillet, de Lyon, colocou-o em contacto com Henri Frenay e Berty Albrecht passando a estar envolvido com a resistência francesa.
No início de 1942, ele abandonou a propaganda pela acção e tornou-se oficial de ligação entre Jean Moulin, o representante em França do general Charles de Gaulle, e o líder da Resistência interna.
Depois de uma primeira acção em pára-quedas, foi preso e detido por quatro meses pela polícia da França de Vichy. Após a sua libertação, continuou a sua missão clandestinamente até ao final da guerra. Com o Mouvements unis de la Résistance (MUR), Rivière ficou profundamente envolvido na organização dos serviços de transmissão de rádio e nas operações aéreas secretas no Sul da França.
Após a prisão de Jean Moulin em Caluire, Rivière recebeu ordens do Bureau central de renseignements et d'action para reorganizar a Secção Aterragem-Lançamento Aéreo (em francês "Section Atterrissages-Parachutages" ou SAP).
Riviére foi o responsável pelo controlo da SAP até ao fim da guerra, e foi Chefe de Operações para a Região de Ródano-Alpes, onde organizou as operações secretas de lançamentos aéreos secretos de maior relevo: várias centenas de toneladas de armas e equipamentos e milhões de francos franceses foram então encaminhados para a resistência francesa.
Riviére também organizou a transferência de numerosas personalidades e agentes entre França e Londres: general Jean de Lattre de Tassigny, Vincent Auriol, Emmanuel d'Astier de la Vigerie, Jacques Chaban-Delmas, Maurice Bourgès-Maunoury, François de Menthon, Henri Frenay, Daniel Mayer, Christian Pineau, Lucie e Raymond Aubrac.

### Depois da guerra
Depois da guerra, Rivière entrou para o serviço militar em 1947, com o posto de tenente-coronel. Foi Inspector-Geral das Forças Armadas francesas, e em seguida foi enviado para a Indochina, por dois anos, em 1953, depois para Konstanz, na Alemanha, em 1955, e por fim para a Argélia, em 1956.
A partir de Dezembro de 1956 até 1959, foi Adido Militar em Tóquio, depois o conselheiro de segurança na Argélia, até aos Acordos de Évian.
Entre Novembro de 1962 e 1978, foi membro da Assembleia Nacional, adjunto do departamento de Loire e prefeito de Montagny, Loire, até 1983. Durante o mesmo período, teve um assento no Conselho da Europa.
Paul Rivière morreu em 16 de Dezembro de 1998, em Lyon.

## Pseudónimos durante a resistência francesa[1]
- François
- Charles-Henri
- Sif bis
- Galvani
- Marquis

## Mandatos

### Mandatos parlamentares[3]
- 25 de Novembro de 1962 - 2 de Abril de 1967 : Deputado do 6.º Distrito eleitoral do Loire
- 12 de Março de 1967 - 30 de Maio de 1968 : Deputado do 6.º Distrito eleitoral do Loire
- 30 de Junho de 1968 - 1 de Abril de 1973 : Deputado do 6.º Distrito eleitoral do Loire
- 11 de Março de 1973 - 2 de Abril de 1978 : Deputado do 6.º Distrito eleitoral do Loire

### Mandato local
- 1965 - 1983 : Presidente de Câmara (Maire) de Montagny

## Honras militares[1]
- Comandante da Legião de Honra
- Ordem de Libertação
- Cruz de Guerra 1939-1945 (6 citações)
- Cruz de Valor Militar (3 citações)
- Medalha da Resistência com Roseta de Oficial
- Medalha Colonial com fecho "Extremo Oriente"
- Cruz do Combatente Voluntário da Resistência
- Medalha dos Fugitivos
- Oficial da Mui Excelente Ordem do Império Britânico
- Medalha Militar
- Ordem da Coroa (Bélgica) (Oficial) d
- Cruz de Guerra (Bélgica) com Palma
- Cruz de Guerra da Checoslováquia
- Cruz de Valor Militar (Polónia)